# Roche phosphatée
Ne doit pas être confondu avec Phosphate.

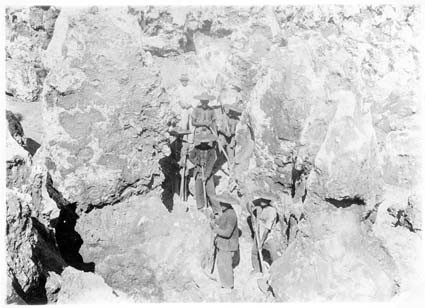
Ouvriers (probablement chinois) d'une mine de Nauru, 1917

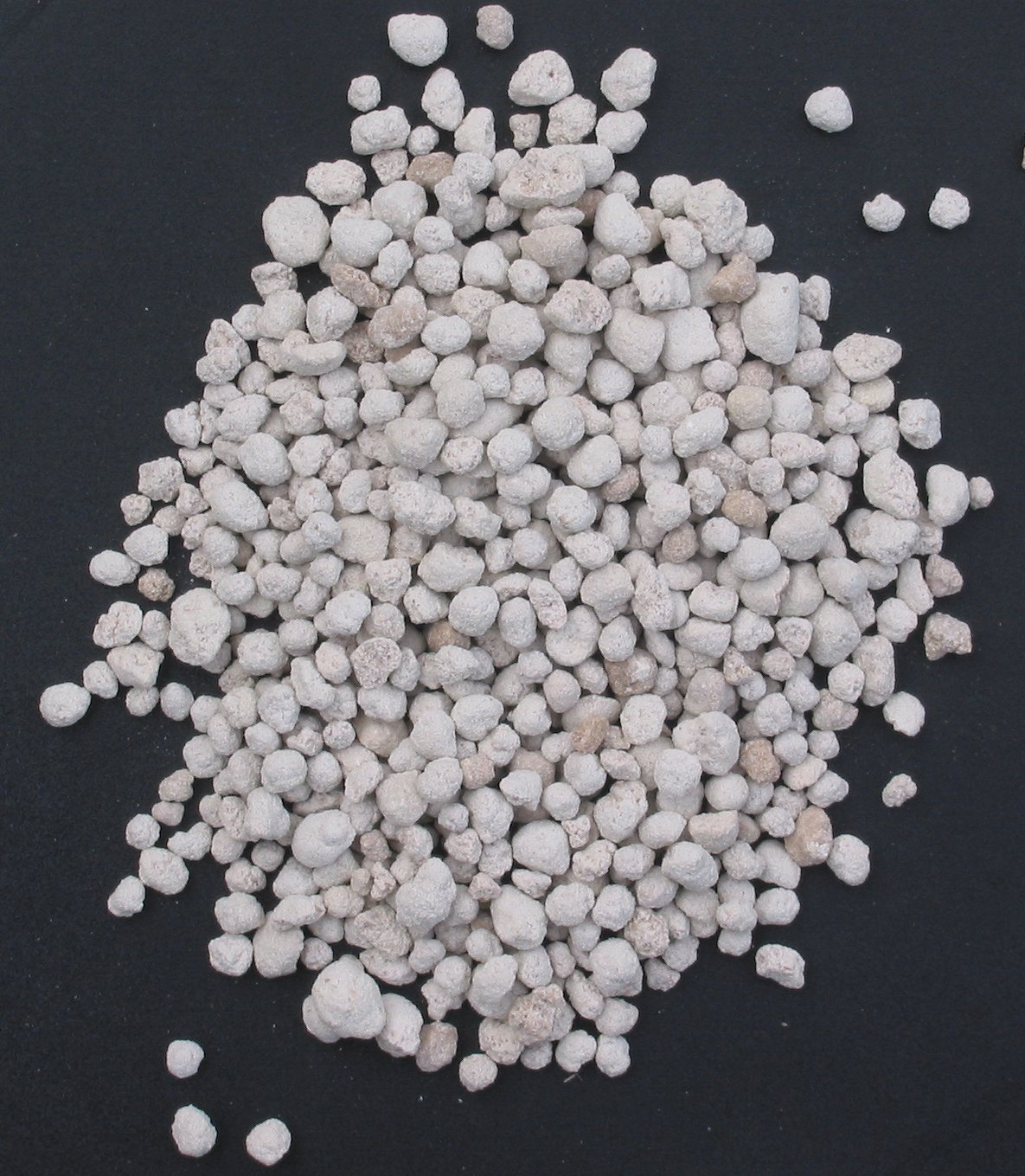
Engrais "Triple phosphate" (aspect)

Une roche phosphatée est une roche chimique contenant une plus ou moins grande quantité de phosphate.

## Sources naturelles dephosphore
On trouve du phosphore, le plus souvent sous la forme de phosphate P2O5, dans la matière organique et semi-organique, à savoir :
- chez les animaux (dont Homo sapiens) : squelette (os, moelle osseuse), sang, ADN, nerfs, etc. Il est nécessaire à la respiration et au fonctionnement des muscles ;
- chez des microorganismes marins : diatomées, dinoflagellés ;
- dans les sols : humophosphates.

## Minéraux et éléments des roches phosphatées

### Minéraux des roches phosphatées
La valence du phosphore est une valence stable. On observe donc la formation de (PO4)3−
- Apatite : (calcium, magnésium, azote)10(PO4)6-x(CO3)xFy(F, OH)2
- Pristine : fluor-apatite
- Francolite : par substitution PO4 en CO3
- Dallite : par substitution F en OH
- Thuyaminite : contient une phase d'uranium jaune
- Vivianite : phosphate de fer
- Pyromorphite : phosphate de plomb
- Turquoise : phosphate de cuivre et aluminium

Des substitutions du calcium sont aussi possibles avec le potassium, le strontium, l'uranium et le thorium. PO4 peut se substituer par SiO4, AsO4, VO4. L'uranium contenu en substitution peut être utilisé pour une datation absolue aux isotopes radioactifs. La solubilité des phosphates augmente avec la présence de carbonates. La présence de magnésium empêche la croissance de l'apatite.

### Éléments des roches phosphatées
Les éléments des roches phosphatées sont soit phosphatés, soit phosphatisés, selon s'ils contiennent naturellement du phosphore ou si celui-ci s'est introduit dans l'élément de manière secondaire, par diagenèse ou autre processus. Ces éléments peuvent être des os, des ooïdes, des oncolithes, des oncoïdes, des pellets, des nodules, des concrétions, des lithoclastes...
L'étude macroscopique des éléments révèle des formes très diverses et est donc peu fiable. 
Une classification de ces éléments, celle de D. Giot, tient compte de la taille et de la forme des éléments. On peut aussi classer les éléments par leur disposition dans l'espace, précisément de leur répartition en fonction de leur position dans le domain 
- phopho-muds en domaine subtidal ;
- phophochèmes en domaine intertidal ;
- phosphoclastes en domaine intertidal à barrière ;
- concrétions après dépôt en domaine côtier et de plateau continental ;
- grains et croûtes phosphatées en milieu côtier et supratidal.

## Roches phosphatées
L'étude d'une roche phosphatée demande la distinction de trois structures :
- épigange : partie stérile autour du grain ;
- endogange : partie stérile à l'intérieur du grain ;
- exogange : partie stérile à l'extérieur du grain.

### Classification
On distingue suivant la classification minéralogique internationale de 1974 les roches phosphatées en deux groupes : 
- les roches de la famille de l'apatite. Ces phosphatites contiennent des cristaux important et pas nécessairement comme l'apatite des mailles à base de chlore et de fluor.
- les autres roches dénommées phosphorites qui sont des chaux phosphatées, parfois blanchâtre, grisâtre ou pâle, mais souvent colorées en jaunes ou rouges. Les phosphorites se classent par type de minéral, par texture, par structure, par nature de l'exogange et surtout par leur richesse en P2O5 qui doit être supérieur à 17 %. Les phosphatites se classent selon la présence d'éléments figurés et la taille des éléments.

La classification industrielle classe trivialement les roches phosphatées selon leur teneur utile en P2O5.

### Origine des apports phosphatés
Différentes théories tentent d'expliquer les origines des apports phosphatés.
- En milieu continental : apports de minéraux par lessivage des sols, déplacements et concentration de débris organiques (coprolithes, ossements). Les gisements inclus dans les karsts sont souvent dus à des accumulations osseuses (phosphatières du Quercy, par exemple).

- En milieu insulaire, la forte production de guano par les oiseaux et la considérable quantité de poissons seraient à l'origine de gisements concentrés mais peu étalés (Iles Chincha au Pérou). L'altération des gisements aurait lieu lors de transgressions marines et l'apatite pourrait se former.
- En milieu marin : les océans sont des réserves très importantes de phosphates.

Selon la théorie d'Alexander Vasilyevich Kazakov (1937), le phosphore serait apporté par les remontées d'eau (« upwellings ») côtières. En effet, ces zones sont riches en phosphates solubles ou insolubles (en suspension). La quantité de PO4 varie avec la profondeur et la température.

### Mécanismes de genèse
Former une roche phosphatée demande une concentration importante en phosphore, ce qui est possible en milieu biologique, comme l'eau de mer. L'apatite se forme dans les milieux vaseux contenant des phosphores dissous, milieux soumis à la diagenèse précoce. 
Plusieurs facteurs peuvent permettre le déclenchement de la genèse par modification du milieu. On peut citer des apports de calcium et magnésium par volcanisme, un passage à une plus faible profondeur avec les variations eustatiques, une relative stabilité due à une absence de tectonique, un calme en termes d'érosion diminuant les apports terrigènes... 
Le phosphate se formerait par synthèse. En effet, il est utilisé par notre corps pour former l'ADN, à l'intérieur de nos cellules. Expérimentalement, il est possible de former du phosphate par mélange d'ARN, d'eau et de bactéries. La question du rôle des bactéries dans la genèse des phosphates reste une question ouverte. Diverses théories suggèrent que des microbes pourraient servir de germe aux cristaux d'apatite ainsi que les mattes microbiennes joueraient un rôle dans la fossilisation des corps mous phosphatés. Du phosphate se formerait aussi par l'intermédiaire des acides humiques permettant la fabrication de phosphate de manière précoce à partir de phytoplancton. 
D'autres moyens de genèse sont tout aussi importants. Naturellement, il se forme par biogenèse, chez les poissons et vertébrés, mais aussi par précipitation directe en dépôts organiques.
Le phénomène d'épigénèse sur des bioclastes seraient à l'origine d'une très grande partie des éléments phosphatés.

### Vitesse de dépôt
À titre d'exemple, on peut citer le gisement du Pérou dans lequel se forment deux à cinq centimètres de sédiments tous les 1 000 ans avec quelques millimètres seulement de croûte phosphatée grâce à un courant marin de 6 à 23 cm par seconde sur 700 mètres de profondeur.

### Milieux de genèse
Une telle formation est possible dans des environnements combinant stabilité, activité et faible énergie. Ils peuvent être des micro environnements comme des interstices ou des coquilles, à savoir des milieux réducteurs mais oxygénés permettant oxygénation de la matière organique, étant ouverts pour laisser passer le phosphore mais confinés. Il s'y effectuerait une précipitation directe en remplissage de cavités. Il peut aussi s'agir de macro environnements permettant un piégeage de matière organique, oxygénés.

## Gisements phosphatés
La formation de roches phosphatées est connue en tout temps et en tous lieux. On distingue des gisements :
- continentaux : karsts et sols. Leur volume est grand mais leurs teneurs sont faibles.
- épicontinentaux : lagons et bassins peu profonds. Ils sont riches et exploitables.
- marins : talus continental, hauts fonds sous-marins. Ils sont minces et pauvres.

Ils sont associés à des faciès confinés riches en matière organique, siliceuses, magnésiennes, évaporitiques, etc. Leur géométrie est celle de gisements à niveaux condensés, correspondant à un haut niveau marin.
Le milieu de formation favorable peut être décrit comme une région à température proche de 30 °C, soit aride à semi-aride, à proximité d'un courant de remontées d'eau (« upwellings »), dont la morphologie est adaptée à une sédimentation condensée. L'accumulation et l'évacuation des dépôts organiques y sont possibles. Un remaniement s'y effectue pour éliminer la phase terrigène et la diagenèse peut s'y effectuer.
Sur les continents, des concentrations secondaires de phosphates de chaux s'accumulent dans des poches de dissolution d'un karst. Les phosphorites observables aux abords des causses jurassiques se sont formées tout au long du Tertiaire. C'est le cas des petits phosphorites gisements du Quercy. Ce phosphate secondaire, apparaissant en concrétions microcristallines de forme et de coloration variables, provient généralement de la dissolution d'un phosphate sédimentaire. Il peut aussi provenir de l'apatite, chloro-fluoro-phosphate de chaux des roches magmatiques.

## Intérêt économique
Les phosphates jouent un rôle économique majeur en tant qu'engrais essentiels pour l'agriculture, permettant d'augmenter les rendements des cultures et de répondre aux besoins alimentaires mondiaux croissants. De plus, leur utilisation dans divers secteurs industriels, tels que le traitement de l'eau et la fabrication de batteries, en fait une ressource stratégique dont la demande continue de croître à l'échelle mondiale.

## Réserves et exploitation

Production annuelle de phosphates depuis 1900

Le Programme International de corrélation géologique a estimé en 1987 qu'il existait environ 163 milliards de tonnes de roches à phosphates dans le monde, représentant environ 13 milliards de tonnes de phosphore.
Cependant, les gisements de roches à phosphates exploitables par les techniques actuelles sont estimées à 15 milliards de tonnes, ce qui correspondrait à environ 90 ans de production au rythme actuel.
Une future crise ne prendra peut-être pas la forme d'une pénurie de phosphates : il est possible que la future raréfaction des réserves conduise à une augmentation des prix, qui permettrait l'exploitation de gisements aujourd'hui considérés inabordables, et stimule la prospection minière.